# Yōichirō Morikawa
Yōichirō Morikawa (森川 陽一郎, Morikawa Yōichirō, né le 14 août 1979 à Fukui) est un réalisateur de cinéma indépendant, scénariste, acteur et calligraphe japonais. Il a attiré l'attention des médias quand il a été arrêté et accusé, soupçonné de payer une jeune fille de 17 ans pour des services sexuels en mars 2006,,.

## Films
- Endress On The Road - 青春には果てない (Seishun Niwa Hatenai?) (2003)
- Firstlove On The Little Beach - 小さな青春の浜 (Chiisana Seishun No Hama?) (2004)
- For Every Fukui Revolution - 福井青春物語 (Fukui Seishun Monogatari?) (2005)